# Institute for New Economic Thinking
Het Institute for New Economic Thinking (INET) is een in New York gevestigde denktank en non-profit. Het werd in oktober 2009 opgericht als gevolg van de wereldwijde kredietcrisis van 2007-2012 en heeft verschillende programma's aan grote universiteiten, zoals het Cambridge-INET Institute aan de Universiteit van Cambridge.
INET werd opgericht met een eerste toezegging van 50 miljoen dollar van zakenman en filantroop George Soros.